# Coppa Kiselëv
La Coppa Kiselëv (in romeno Cupa Kiseleff; in russo Кубка Киселева?, Kubka Kiseleva) è un trofeo internazionale di rugby a 15 annualmente in palio tra le squadre nazionali maschili di Romania e Russia.
Il trofeo fu istituito nel 2021 in onore di Pavel Kiselëv, nobile e militare russo del XIX secolo, che fu governatore nei territori facenti capo all'attuale Romania.
Al 2022 se ne sono disputate 2 edizioni, con una vittoria per parte.
Il trofeo è messo in palio annualmente ed è disputato normalmente in occasione dell'incontro tra le due nazionali nel corso del campionato europeo.

## Storia
Il trofeo fu ideato nel 2020 per omaggiare la memoria di Pavel Dmitrievič Kiselëv, nobile e militare dell'impero russo che, da dignitario dello zar Nicola I, fu governatore dei Principati danubiani tra il 1829 e il 1834 operando riforme nel Principato di Moldavia e in Valacchia, territori oggi facenti capo all'odierna Moldavia e alla Romania meridionale e varando la costituzione in entrambi i Paesi.
Da ambasciatore russo a Parigi, in seguito, Kiselëv sostenne la causa dell'unificazione dei principati danubiani, aprendo la strada allo Stato romeno moderno.
La federazione russa, creatrice del riconoscimento, aveva programmato di metterlo in palio per un test match amichevole in programma a novembre 2020, ma l'annullamento dovuto alle norme di contrasto alla pandemia di COVID-19 spostò l'inaugurazione del trofeo all'incontro tra le due squadre nel corso del campionato europeo 2021 a Soči.
Il regolamento del trofeo specifica che esso si assegna su base annuale in un incontro avente le caratteristiche di test match e fuori dalla Coppa del Mondo o dagli incontri di qualificazione a tale torneo.
La prima aggiudicataria del trofeo fu la stessa Russia, vincitrice a Soči per 18-13; un anno più tardi, nella giornata inaugurale del campionato europeo 2022, la coppa è passata di mano dopo la vittoria romena a Bucarest per 34-25.

## Palmarès
| Anno | Città    | Risultato              | Vincitrice |
| ---- | -------- | ---------------------- | ---------- |
| 2021 | Soči     | Russia — Romania 18-13 | Russia     |
| 2022 | Bucarest | Romania — Russia 34-25 | Romania    |

## Riepilogo vittorie
| Squadra | Vittorie | Anno |
| ------- | -------- | ---- |
| Romania | 1        | 2022 |
| Russia  | 1        | 2021 |
| Pareggi | 0        |      |